# Carlsberg tidslinje
Carlsberg tidslinje indeholder en kronologisk liste over begivenheder i Carlsbergs historie.
| Carlsbergs historie        |      | |  |
| 2. september               | 1811 | J.C. Jacobsen fødes |  |
| 2. marts                   | 1842 | Carl Jacobsen fødes |  |
| 11. november               | 1847 | Carlsberg i Valby tages i brug |  |
|                            | 1869 | Mineralvandsfabrikken og aftapningsanstalten Alliance opføres syd for Gl. Carlsberg                                                                |  |
|                            | 1880 | Mineralvandsfabrikken og aftapningsanstalten Alliance udvides med bryggeri                                                                         |  |
| 30. april                  | 1887 | J.C. Jacobsen dør |  |
|                            | 1891 | Alliance deles, så mineralvandsfabrikken og aftapningsanstalten overgår til Gl. Carlsberg, mens bryggeriet bliver en del af De forenede Bryggerier |  |
|                            | 1903 | Tappehallen Gl. Tap på Vesterfælledvej indvies og aftapningen af øl på Alliance indstilles                                                         |  |
| 11. januar                 | 1914 | Carl Jacobsen dør |  |
|                            | 1922 | Opførelsen af den nye mineralvandsfabrik på det tidligere Alliance område indledes                                                                 |  |
|                            | 1964 | Tuborg køber grundstykke i Fredericia |  |
| 25. september              | 1979 | Fredericia Bryggeri tages i brug |  |
|                            | 2000 | Carlsberg opkøber schweizisk Feldschlösschen Getränke                                                                                              |  |
|                            | 2004 | Carlsberg opkøber tyske Holsten Brauerei |  |
|                            | 2008 | Carlsberg overtager, sammen med Heineken, konkurrenten Scottish & Newcastle                                                                        |  |
| 30. oktober                | 2008 | Sidste brygning på Carlsberg i Valby |  |
| Samlet Carlsberg tidslinje |      | |  |